# Chuck Evans
Charles Lee Evans, detto Chuck (Atlanta, 17 dicembre 1971), è un ex cestista e allenatore di pallacanestro statunitense naturalizzato tedesco.

## Palmarès

### Squadra
- Campionato russo: 1

CSKA Mosca: 1994-95

### Individuali
- Miglior tiratore di liberi USBL (1996)
- All-IBA First Team (1997)